# Les Williams
Pas d'image ? Cliquez ici

a Compétitions nationales et continentales officielles uniquement.

b Matchs officiels uniquement.
William Leslie Thomas Williams, né le 10 mai 1922 à Mynyddygarreg et mort le 27 janvier 2006 à Falmouth, est un joueur de rugby gallois évoluant au poste d'ailier pour le pays de Galles.

## Carrière
Il dispute son premier test match le 18 janvier 1947 contre l'équipe d'Angleterre, et son dernier test match également contre l'Angleterre le 15 janvier 1949. Il joue sept matchs et marque trois essais. Il participe notamment à la victoire sur les Wallabies en 1947. Il évolue en club avec le Cardiff RFC.

## Palmarès
- victoire dans le Tournoi des cinq nations 1947

## Statistiques en équipe nationale
- 7 sélections
- 9 points (3 essais)
- Sélections par année : 5 en 1947, 1 en 1948, 1 en 1949
- Participation à trois Tournois des Cinq Nations en 1947, 1948, 1949